# Ново Селиште
Ново Селиште је насељено место у саставу града Петриње, у Банији, Република Хрватска.

## Историја
Ново Селиште се од распада Југославије до августа 1995. године налазило у Републици Српској Крајини.

## Становништво
На попису становништва 2011. године, Ново Селиште је имало 321 становника.

## Попис 1991.
На попису становништва 1991. године, насељено место Ново Селиште је имало 301 становника, следећег националног састава:
| Попис 1991.‍  | Попис 1991.‍  | Попис 1991.‍ | Попис 1991.‍ | Попис 1991.‍ |
| ------------ | ------------ | ----------- | ----------- | ----------- |
|              |              |             |             |             |
| Хрвати       | Хрвати       |             | 251         | 83,38%      |
| Срби         | Срби         |             | 32          | 10,63%      |
| Југословени  | Југословени  |             | 7           | 2,32%       |
| Муслимани    | Муслимани    |             | 1           | 0,33%       |
| неопредељени | неопредељени |             | 5           | 1,66%       |
| непознато    | непознато    |             | 5           | 1,66%       |
| укупно: 301  |              |             |             |             |